# Hein Aalders
Hendrikus Johannes Jacobus (Hein) Aalders (Ubbergen, 11 augustus 1923 – Ootmarsum, 21 augustus 2020) is een Nederlandse politicus. Hij was burgemeester voor de KVP en later het CDA.

## Leven en werk
Aalders was voordat hij in 1960 benoemd werd tot burgemeester van Uitgeest gemeentesecretaris van Ter Wisch. In 1972 werd hij benoemd tot burgemeester van Huissen en in 1978 werd hij de burgemeester van Heumen en waarnemend burgemeester van Overasselt. Van 1982 tot 1984 was hij waarnemend burgemeester van de gemeenten Appeltern en Batenburg, die in 1984 respectievelijk opgingen in de nieuwe gemeenten West Maas en Waal en Wijchen.
Aalders en zijn echtgenote, zelf kinderloos, adopteerden in 1968 drie weeskinderen, van wie de ouders bij een verkeersongeluk in Australië om het leven waren gekomen.